# تومباسكيا
التومباسكيا (الاسم العلمي:Tempskya) هي جنس منقرض من السراخس الشجرية عاشت خلال العصر الطباشيري. تم العثور على حفريات منها في نصفي الكرة الشمالي والجنوبي. كانت عادة النمو للتومباسكيا مختلفة عن أي نبات سرخسي أو أي نبات حي آخر حيث تتكون من سيقان متعددة متفرعة ثنائية التفرع وملتصقة داخل الجذور التي شكلت "جذعًا زائفًا".